# LittleBigPlanet
LittleBigPlanet (udviklet under navnet The Next Big Thing) er et pusle-platformspil videospil til Sony's Playstation 3. Spillet udvikles delvist af brugerne, og det blev første gang annonceret den 7. marts 2007, af Phil Harrison ved Game Developers Conference i 2007 i San Francisco, Californien. 
Det er udviklet af Media Molecule, et britisk firma stiftet af del af Rag Doll Kong Fu-produceren Mark Healey. Sony Computer Entertainment Europe udgav spillet oktober den 27. oktober 2008. Betaversionen endte den 12. oktober 2008.
Media Molecule har annonceret, at LittleBigPlanet 2 udkommer 2010, i november månede.

## Gameplay
I LittleBigPlanet kontrollerer spillerne små figurer med navnet Sackboy eller Sackgirl afhængigt af deres indsamlede materiale, de begge kan hoppe og gribe fat i ting. Spillere kan benytte deres evner til at forme og lave højmanipulerende baner med realistisk fysik, spillere kan eventuelt benytte tandhjul og klodser, til at bygge maskiner, udfordringer, fælder og baner.
Det er samtidigt også muligt for spillere, at bygge de såkaldte "Co-Op" baner, hvor det kræves, at man er 2-4 spillere om at løse opgaverne.
Spillere kan bevæge sig igennem banerne ved at hoppe, skubbe, gribe og løbe for at løse eller flygte fra mulige pusleopgaver.
Spillere vil også møde fysik-baserede fjender, der enten køre på hjul, går på ben, og har en indopereret hjerne der fortæller om de skal nærme sig, flygte fra eller bare ignorere spilleren. 
Designerne af banerne kan også placere "checkpoints", hvor spillerne kan blive genskabt, hvis de f.eks. er blevet brændt ihjel. Der er dog kun mulighed for at blive genoplivet få gange.
Målet med online-delen er, at spillerne via PlayStation Network deler deres baner og de objekter, de har lavet under editorren.

### Spil-delen
Selve spil-delen er baseret på baner skabt af Media Molecule, og har forskellige temaer med indhold fra den rigtige verden så som: Japanske haver, mexicanske ørkener, New York City samt et snefyldt Rusland. 
Ved at gennemføre baner til dem, vil spilleren fortsætte i historien og låse op for nye baner og objekter. Historie delen består af 8 forskellige eventyr der alle sammen har 3 – 4 baner. Det er dog muligt at samle nøgler ind, der åbner for et minispil/bonus baner. Alligevel består historie delen af mere end 50 færdig byggede baner. 

For at styrer deres Sackboy karakter, skal spillerne bevæge sig ved brug af højre ping(playStation 3), brug X for at hoppe med varieret styrke der kommer an på presset på hoppe knappen, og gribe fat i forskellige objekter, til enten at rykke eller svinge dem. Det skal hertil siges, at der udover banerne i historie-delen, eksistere utallige baner på, hvad der på dansk kaldes, fællesskabet. Her kan alle spillere lægge egne baner ind, og dele sine kreationer med andre.